# 제18회 아카데미상
제18회 아카데미상은 1946년 3월 7일에 열린 시상식이다. LA 그로맨스 차이니즈 극장에서 개최되었으며 사회자는 제임스 스튜어트, 밥 호프이다.

## 후보 및 수상

### 작품상
- 잃어버린 주말 - 찰스 브래킷 수상
- 닻을 올리고 - 조 파스테넉
- 성 메리의 종 - 레오 맥캐리
- 밀드레드 피어스 - 제리 워드
- 스펠바운드 - 데이빗 O. 셀즈닉

### 남우주연상
- 잃어버린 주말 - 레이 밀랜드 수상
- 닻을 올리고 - 진 켈리
- 성 메리의 종 - 빙 크로스비
- 왕국의 열쇠 - 그레고리 펙
- 송 투 리멤버 - 코넬 윌드

### 여우주연상
- 밀드레드 피어스 - 조안 크로포드 수상
- 성 메리의 종 - 잉그리드 버그만
- 리브 허 투 헤븐 - 진 티어니
- 러브 레터 - 제니퍼 존스
- 밸리 오브 디씨전 - 그리어 가슨

### 남우조연상
- 브룩클린의 나무 성장 - 제임스 던 수상
- 콘 이즈 그린 - 존 달
- 베니를 위한 훈장 - J. 캐롤 나이쉬
- 스펠바운드 - 마이클 체코브
- 지 아이 조의 이야기 - 로버트 미첨

### 여우조연상
- 녹원의 천사 - 앤 리비어 수상
- 콘 이즈 그린 - 조앤 로링
- 밀드레드 피어스 - 이브 알든
- 밀드레드 피어스 - 앤 블리스
- 픽처 오브 도리안 그레이 - 안젤라 랜즈베리

### 감독상
- 잃어버린 주말 - 빌리 와일더 수상
- 성 메리의 종 - 레오 맥캐리
- 녹원의 천사 - 클라렌스 브라운
- 남쪽 사람 - 장 르누아르
- 스펠바운드 - 알프레드 히치콕

### 각본상
- 마리 루이스 - 리처드 쉬웨이저 수상

### 각색상
- 잃어버린 주말 - 찰스 브래킷 수상

### 촬영상
- 리브 허 투 헤븐 - 레온 샴로이 수상
- 픽처 오브 도리안 그레이 - 해리 스트래들링 시니어 수상

### 편집상
- 녹원의 천사 - 로버트 컨 수상

### 미술상
- 프렌치맨스 크리크 - 한스 드레이어 수상
- 블러드 온 더 선 - 위어드 아이넨 수상

### 원작상
- 92번가 집 - 찰스 G. 부스 수상

### 음악상
- 닻을 올리고 - 조지 E. 스톨 수상
- 스펠바운드 - 마이클로스 로자 수상

### 주제가상
- 어느 박람회장에서 생긴 일 - 리처드 로저스 수상

### 음향믹싱상
- 성 메리의 종 - 스티븐 던 수상

### 특수효과상
- 원더 맨 - 존 P. 풀톤 수상

### 단편애니메이션상
- Quiet Please - Fred Quimby 수상

### 단편영화상
- Stairway to Light - Herbert Moulton 수상
- Star in the Night - Gordon Hollingshead 수상

### 장편다큐멘터리상
- The True Glory - Government of USA 수상

### 단편다큐멘터리상
- Hitler Lives - Warner Bros. 수상

### 공로상
- Daniel J. Bloomberg 수상
- 월터 와그너 수상
- 프랭크 로스 수상
- 머빈 르로이 수상

### 아역상
- Peggy Ann Garner 수상

## 같이 보기
- 제3회 골든 글로브상